# Sunbury (circonscription fédérale)
Sunbury était une circonscription électorale fédérale du Nouveau-Brunswick, Canada, dont le représentant a siégé à la Chambre des communes de 1867 à 1892. 

## Histoire
Cette circonscription a été créée par l'Acte de l'Amérique du Nord britannique en 1867 et correspondait au Comté de Sunbury. Elle faisait partie des 15 circonscriptions fédérales originelles et fut abolie en 1892 lorsqu'elle fusionna avec celle de Queen's pour donner naissance à la nouvelle circonscription du Sunbury—Queen's.

## Liste des députés successifs
Cette circonscription fut représentée par les députés suivants :
|  | Législature | Date élection     | Député           | Profession       | Parti        |
|  | ----------- | ----------------- | ---------------- | ---------------- | ------------ |
|  | 1re         | 7 août 1867       | Charles Burpee   | Agriculteur      | Libéral      |
|  | 2e          | 20 juillet 1872   | Charles Burpee   | Agriculteur      | Libéral      |
|  | 3e          | 22 janvier 1874   | Charles Burpee   | Agriculteur      | Libéral      |
|  | 4e          | 17 septembre 1878 | Charles Burpee   | Agriculteur      | Libéral      |
|  | 5e          | 20 juin 1882      | Charles Burpee   | Agriculteur      | Libéral      |
|  | 6e          | 22 février 1887   | Robert D. Wilmot | Homme d'affaires | Conservateur |
|  | 7e          | 5 mars 1891       | Robert D. Wilmot | Homme d'affaires | Conservateur |